# 奥地利第一共和国
奧地利共和國（德語：Republik Österreich），又稱奧地利第一共和國（Erste Österreichische Republik），以區別現今同名的奧地利共和國，奧地利第一共和國指的是在奧地利歷史中，自1919年奧匈帝國崩潰後的短命政權德意志奧地利共和國結束起至1938年德奧合併之間的時期。當時的特徵是左右兩派的暴力衝突，最激烈的一次是1934年的暴动。《奧地利憲法》在1920年生效（1929年修正）。
由於1934年法西斯政權上台後制訂的憲法稱奧地利為聯邦國（Bundesstaat）而不是共和國，可視之為共和國時代的終結。